# Brenden Morrow
Brenden Blair Morrow (* 16. Januar 1979 in Carlyle, Saskatchewan) ist ein ehemaliger kanadischer Eishockeyspieler. Der linke Flügelstürmer absolvierte über 1000 Spiele in der National Hockey League, einen Großteil davon für die Dallas Stars, die er zudem sieben Jahre als Mannschaftskapitän anführte. Mit der kanadischen Nationalmannschaft gewann er Goldmedaillen bei der Weltmeisterschaft 2004, beim World Cup of Hockey 2004 sowie bei den Olympischen Spielen 2010.

## Karriere
Brenden Morrow begann seine Karriere in der Western Hockey League bei den Portland Winter Hawks. Dort spielte er vier Jahre und wurde im NHL Entry Draft 1997 von den Dallas Stars in der ersten Runde an 25. Stelle ausgewählt. 1998 gewann er mit den Winter Hawks den Memorial Cup und ging direkt nach seinem letzten Jahr bei den Junioren in die NHL.

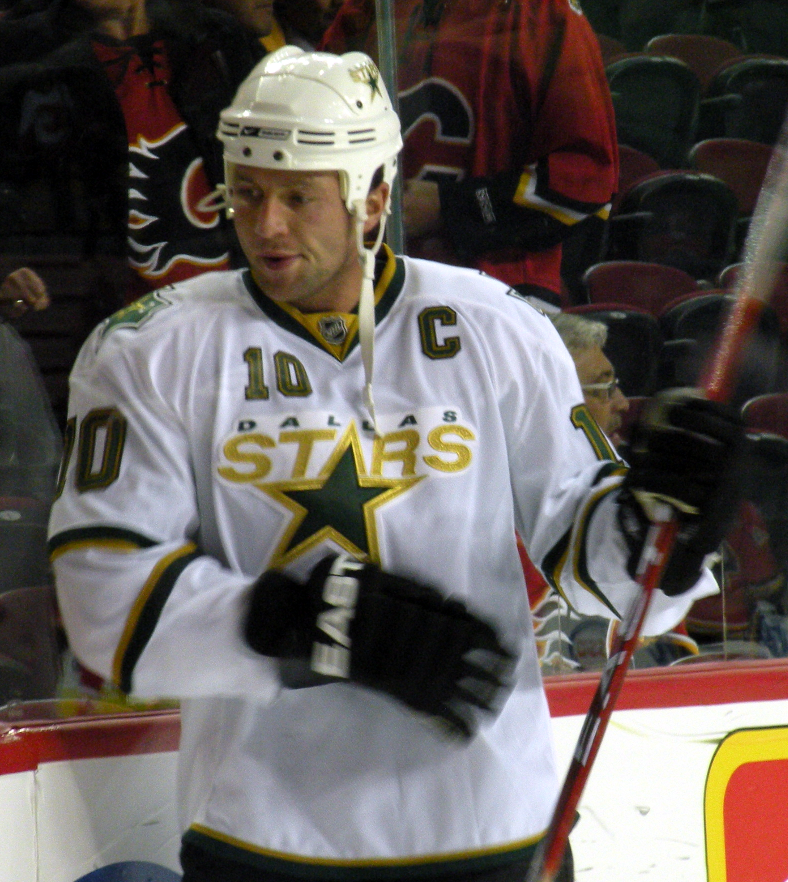

Gleich in seiner ersten Saison in Dallas erreichte er 33 Punkte, eine Marke, die er erst in der Saison 2006/07 mit 31 Punkten unterschritt, da er aufgrund schwerer Verletzungen lediglich 40 Spiele in der Regular Season bestreiten konnte. Diese Statistiken zeigen, dass Morrow immer ein konstanter und wertvoller Punktelieferant für die Stars war. Speziell in der sogenannten „neuen“ NHL wird es kleineren, aber schnellen und robusten Spielern wie Morrow leichter gemacht, Punkte zu sammeln. Die maximale Punktzahl erreichte er in der Saison 2005/06 mit 65 Punkten. Für diese Leistung und seine Führungsqualitäten wurde er im Sommer 2006 mit einem neuen Sechs-Jahres-Vertrag ausgestattet und am 29. September 2006 zum neuen Kapitän der Dallas Stars ernannt und löste damit Mike Modano im Amt ab. Er war damit der fünfte Kapitän in der jungen Geschichte der Texaner.
Am 26. Dezember 2006 durchtrennte Morrow sich zwei Sehnen, als ein Spieler der Chicago Blackhawks mit dem Schlittschuh auf sein Handgelenk trat. Nach erfolgreicher Operation in Chicago dauerte es bis zum 18. März 2007, bis er wieder für die Stars auflaufen konnte. Am 24. März 2013 wurde er zu den Pittsburgh Penguins transferiert. Als Free Agent unterzeichnete er im September 2013 einen Einjahresvertrag bei den St. Louis Blues; ebenso wie ein Jahr später bei den Tampa Bay Lightning, mit denen er das Finale um den Stanley Cup erreichte, dort allerdings den Chicago Blackhawks unterlag und die Aufnahme in den Triple Gold Club verpasste.
Nach dem Vertragsende in Tampa schloss sich Morrow keinem neuen Team an und verkündete im März 2016 offiziell das Ende seiner aktiven Karriere.

### International
Morrow vertrat sein Heimatland bei der U20-Junioren-Weltmeisterschaft 1999, den Weltmeisterschaften 2001, 2002, 2004 und 2005, dem World Cup of Hockey 2004 sowie den Olympischen Winterspielen 2010. Bei der U20-Junioren-Weltmeisterschaft 1999 erzielte er ein Tor und sieben Torvorlagen. Im Finalspiel unterlag er mit Kanada gegen Russland und gewann die Silbermedaille. Bei der Weltmeisterschaft 2004 steuerte der Flügelstürmer vier Punkte für Kanada zum Gewinn der Weltmeisterschaft bei.

## Erfolge und Auszeichnungen
| - 1998 President’s-Cup-Gewinn mit den Portland Winter Hawks - 1998 Memorial-Cup-Gewinn mit den Portland Winter Hawks - 1999 WHL West First All-Star Team | - 1999 CHL Third All-Star Team - 2002 NHL YoungStars Game |

### International
| - 1999 Silbermedaille bei der U20-Junioren-Weltmeisterschaft - 1999 Bester Vorlagengeber der U20-Junioren-Weltmeisterschaft (gemeinsam mit Tomáš Divíšek und Scott Gomez) - 2004 Goldmedaille bei der Weltmeisterschaft | - 2004 Goldmedaille beim World Cup of Hockey - 2005 Silbermedaille bei der Weltmeisterschaft - 2010 Goldmedaille bei den Olympischen Winterspielen |

## Karrierestatistik

### International
Vertrat Kanada bei:
| - U20-Junioren-Weltmeisterschaft 1999 - Weltmeisterschaft 2001 - Weltmeisterschaft 2002 - Weltmeisterschaft 2004 | - World Cup of Hockey 2004 - Weltmeisterschaft 2005 - Olympischen Winterspielen 2010 |

(Legende zur Spielerstatistik: Sp oder GP = absolvierte Spiele; T oder G = erzielte Tore; V oder A = erzielte Assists; Pkt oder Pts = erzielte Scorerpunkte; SM oder PIM = erhaltene Strafminuten; +/− = Plus/Minus-Bilanz; PP = erzielte Überzahltore; SH = erzielte Unterzahltore; GW = erzielte Siegtore; 1 Play-downs/Relegation; Kursiv: Statistik nicht vollständig)

## Persönliches
Morrow ist seit 2002 mit der Tochter von Guy Carbonneau verheiratet, mit dem er für kurze Zeit bei den Dallas Stars spielte. Gemeinsam hat das Paar zwei Töchter und einen Sohn.